# Prithvi Narayan Shah
Prithvi Narayan Shah av Nepal, född 1723, död 1775, var kung av Nepal mellan 1768 och 1775. Han var den siste kungen av Gorkha 1743-1768, och den förste kungen av det enade Nepal.